# 青木貴之
青木 貴之（あおき たかゆき、1984年10月10日 - ）は、日本のデザイナー、ディレクター、プロデューサー。
元スタジオジブリ所属。

## 経歴
2020年に10年在籍したスタジオジブリを退社し、貴デザインを設立。
スタジオジブリ在社時には、国内外の展覧会のプロデューサーとして、多くの展覧会に携わり、「ジブリの大博覧会」では、全国13会場で開催され、東京展では50万人を超える動員、全国の総動員数300万人を超える動員を記録した。
プロデュースする展覧会の特徴として、アニメーション制作の原点となるような、建築、機械技術、工芸、動物、デザインといったテーマの展覧会を企画し、藤森照信、種田陽平、養老孟司、竹谷隆之、佐藤卓、吉本天地といった多くの作家とのコラボレーションを行っている。
設立した貴デザインのコンセプトは「よく見ること、よく考えること」で、「ぐりとぐら しあわせの本」「Play! Park Eric Carle」といったの展覧会や施設デザイン、BEAMS COUTURE、keisukekandaのPV監督、商品のコンセプトブランディングなど、メディアを限らない活動をしている。

## 展覧会
- スタジオジブリ・レイアウト展(2008年)
- 借りぐらしのアリエッティ×種田陽平展（2010年）
- フレデリック・バック展（2011年）
- 館長庵野秀明特撮博物館（2012年）
- 思い出のマーニー×種田陽平展（2014年） - プロデューサー
- ジブリの立体建造物展（2014年） - プロデューサー
- ジブリの大博覧会（2015年） - プロデューサー
- スタジオジブリ空とぶ機械達展（2016年） - プロデューサー
- The World of Ghibli（2017年）
- 竹―日本の歴史展(Japan House Sao Paulo)（2017年）
- ANOFUKU展(Maison de la culture du Japon à Paris)（2017年）
- ジブリの幻燈楼(2017年)  - プロデューサー
- 風の谷のナウシカ　王蟲の世界（2018年） - プロデューサー
- Manga(British Museum) （2019年）
- Hayao Miyazaki(The Academy Museum of Motion Pictures)（2021年）
- ぐりとぐら しあわせの本（2021年） - デザイナー
- アニメージュとジブリ展（2021年）
- ネコバスアトリエ（2021年） - プロデューサー
- Play! Park Eric Carle（2021年） - クリエイティブディレクター
- keisukekanda WEAR ROOM（2023年） - デザイナー
- 金曜ロードショーとジブリ展　（2023年）
- 椎名林檎と彼奴等と知る諸行無常×keisuke kanda衣裳展（2024年） - デザイナー
- Perfume Disco-Graphy 25年の軌跡と奇跡（2024年） - ディレクター

## 映像作品
- 巨神兵東京に現わる（2012年） - プロダクションアシスタント
- 実写版 進撃の巨人(2015年) - 操演助手
- DEAN&DELUCA×BEAMS COUTURE PV（2022年） - 監督
- RURU MARY’S×BEAMS COUTURE  PV（2023年） - 監督
- keisuke kanda WEAR ROOM PV（2023年） - 監督